# Le Rosier de madame Husson (recueil)
Pour la nouvelle, voir Le Rosier de madame Husson.
Le Rosier de madame Husson est un recueil de nouvelles de Guy de Maupassant, paru en 1888 chez l'éditeur Quantin.

## Historique
Ce recueil reprend des nouvelles qui ont fait l'objet de publications antérieures séparées, pour la plupart dans le Gil Blas, annoncé à la Bibliographie de France du 10 octobre 1888.

## Nouvelles
Le recueil est composé des quatorze nouvelles suivantes :
- Le Rosier de madame Husson (1887)
- Un échec (1885)
- Enragée ? (1883)
- Le Modèle (1883)
- La Baronne (1887)
- Une vente (1884)
- L'Assassin (1887)
- La Martine (1883)
- Une soirée (1887)
- La Confession (1884)[1]
- Divorce (1888)
- La Revanche (1884)
- L'Odyssée d'une fille (1883)
- La Fenêtre (1883)